# شناخت‌شناسی و مبانی جغرافیای انسانی
شناخت‌شناسی و مبانی جغرافیای انسانی کتابی از یدالله فرید است که در سال ۱۳۸۰ منتشر و در مراسم کتاب سال جمهوری اسلامی ایران به‌عنوان کتاب برگزیده معرفی شد.